# Konstantin Vyrupaev
Konstantin Grigor'evič Vyrupaev (in russo Константин Григорьевич Вырупаев?; Irkutsk, 10 ottobre 1930 – Irkutsk, 31 ottobre 2012) è stato un lottatore sovietico, dal 1991 russo, specializzato nella lotta greco-romana.

## Palmarès
| Anno | Manifestazione  | Sede      | Evento              | Risultato | Note |
| ---- | --------------- | --------- | ------------------- | --------- | ---- |
| 1956 | Giochi olimpici | Melbourne | Pesi gallo (-67 kg) | Oro       |      |
| 1960 | Giochi olimpici | Roma      | Pesi piuma (-62 kg) | Bronzo    |      |
| 1963 | Mondiali        | Toledo    | Pesi piuma (-63 kg) | Argento   |      |